# Cal Ninyo
Cal Ninyo, actualment conegut com Teatre de Cal Ninyo, és una obra de Sant Boi de Llobregat (Baix Llobregat) protegida com a Bé Cultural d'Interès Local.

## Descripció
Edifici de planta baixa i dos pisos d'estil eclèctic que data de 1865, d'inspiració clàssica, amb dues edificacions unides per uns cossos auxiliars. D'estil eclèctic, té un marcat eix de simetria que acusa tres tramades a la façana. Ressalten les baranes de ferro fos dels balcons.
S'hi accedeix pel carrer Major. Un dels cossos de l'edifici es compon de planta baixa i dos pisos, on hi ha el cafè. L'altre, que dona al carrer Joan Bardina, és un antic teatret on es van representar sarsueles i es van celebrar els primers balls de màscares de Sant Boi. Josep Elias i Basca, anomenat El Ninyo, va adquirir l'edifici el 1877. A l'interior hi van funcionar un saló-cafè, un restaurant de gran anomenada i el teatre on representaven sarsueles i se celebraren els primers balls de mascares de Sant Boi. El local, que també va funcionar com a sala d'exhibició de cine, tingué un gran prestigi fins al tancament definitiu, a mitjans de la dècada dels seixanta.
L'Ajuntament va accedir a la propietat de Cal Ninyo a l'abril de 1999, després d'una permuta amb els anteriors propietaris. La rehabilitació va anar a càrrec dels arquitectes Xavier Fabré i Lluís Dilmé.